# Arewut
Arewut – wieś w Armenii, w prowincji Aragacotn. W 2011 roku liczyła 115 mieszkańców.